# All I Was
All I Was es el primer álbum de la banda de heavy metal Tremonti. Fue lanzado en el 2012 por el sello discográfico Fret12.
El álbum, muestra un sonido más cercano al thrash y al speed metal en comparación con los otros proyectos del guitarrista Mark Tremonti (sobre todo Creed), ya que está influenciado por grupos como Metallica en sus primeros años o Pantera.

## Recepción
El disco fue recibido positivamente por la crítica.

## Lista de temas
- Todos los temas fueron compuestos por Mark Tremonti.

1. "Leave It Alone" – 4:39
2. "So You're Afraid" – 3:56
3. "Wish You Well" 3:00
4. "Brains" – 4:31
5. "The Things I've Seen" – 4:37
6. "You Waste Your Time" – 3:47
7. "New Way Out" – 4:19
8. "Giving Up" – 4:45
9. "Proof" – 4:41
10. "All I Was" – 3:39
11. "Doesn't Matter" – 3:39
12. "Decay" - 3:57

## Créditos

### Músicos
- Mark Tremonti - Voz principal, guitarra solista
- Eric Friedman - Segunda voz, guitarra rítmica, bajo
- Garrett Whitlock - Batería

### Personal técnico
- Michael "Elvis" Baskette - Producción
- Jef Moll - Ingeniero de sonido
- Ted Jensen - Masterización